# 马其顿民族主义
马其顿民族主义是马其顿人的民族主义思潮，19世纪末，一些馬其頓人試圖讓馬其頓地區脱离奥斯曼帝国的統治，這標志著马其顿民族主义的興起。不過此時有很多馬其頓人認為自己是保加利亞人。 20世纪30年代，一些左翼人士開始認為自己是馬其頓人而不是保加利亚人。20世纪末北馬其頓独立后，一些马其顿民族主义者认为馬其頓人就是古马其顿人的後代，他們主張统一马其顿，這意味著北馬其頓與希臘的马其顿 、保加利亞大部分地區、阿尔巴尼亚、科索沃和塞尔维亚的部分地區要形成一個獨立的國家。正因為如此，馬其頓民族主義者的動向引起了鄰國的關注。